# Atlas of the Counties of England and Wales

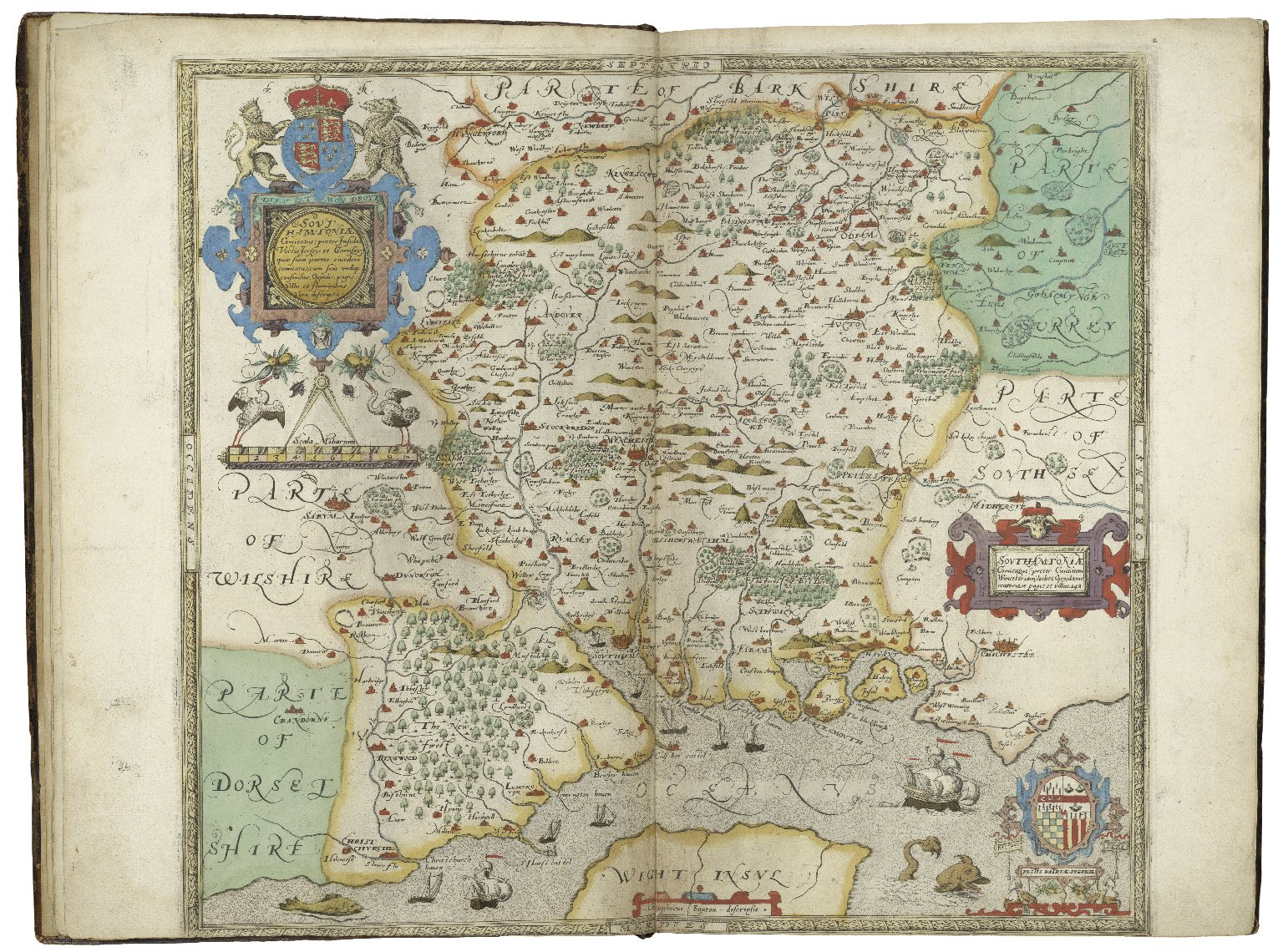
Carte du Hampshire dans lAtlas of the Counties of England and Wales.

L'Atlas of the Counties of England and Wales est un atlas géographique publié en 1579 par Christopher Saxton,. Dédié à Élisabeth Ire, il s'agit du premier atlas représentant avec précision l'ensemble des subdivisions d'un État-nation, en l'occurrence les comtés de l'Angleterre et du pays de Galles.
L'histoire bibliographique du travail de Christopher Saxton est complexe. L'édition partielle commence a priori en 1574. 34 cartes de comtés sont imprimées séparément par la suite jusque fin 1578. La carte générale et toutes les cartes des comtés sont ensuite  publiées pour la première fois sous forme d'in atlas en 1579. Cet atlas représente ainsi une avancée majeure dans l'histoire de l'imprimerie et la cartographie britannique, posant les bases de nouveaux standards de représentation cartographique, pour toutes les cartes du siècle à venir.